# Vav
Vav (וו) je 6. slovo hebrejskog pisma i ima brojčanu vrijednosti od 6. Slovo „V“ latinskog pisma najviše sliči slovu Vav. 

## Povijest
Hebrejsko slovo Vav ima isto povijesnu pozadinu kao i feničko slovo Vav, koje je nastalo iz stilizirane slike kuke. Slovo Vav je izvor zastarjelog, grčkog slova Digama iz kojeg je nastalo grčko slovo Ipsilon i latinska slova F, U, V, W i Y.

## Primjeri
- ורד (vered): Ruža

## Šifra znaka
|          | Unikod | Unikod            | HTML     | HTML | izgled ovisi o pregledniku | poveznice (engl.)                |
| k. točka | naziv  | kod               | entitet  |      | izgled ovisi o pregledniku | poveznice (engl.)                |
| -------- | ------ | ----------------- | -------- | ---- | -------------------------- | -------------------------------- |
| slovo ו  | U+05d5 | HEBREW LETTER VAV | &#x05d5; | nema | ו                          | detaljni podaci test preglednika |

U standardu ISO 8859-8 simbol ima kod 0xe5.